# Halvor Birch
Halvor Birch, född 21 februari 1885, död 5 juli 1962, var en dansk gymnast.
Birch tävlade för Danmark vid olympiska sommarspelen 1906 i Aten, där han var med och tog silver i lagtävlingen i gymnastik. Vid olympiska sommarspelen 1912 i Stockholm var Birch med och tog brons i lagtävlingen i fritt system. 